# Waboti I
Ne doit pas être confondu avec Waboti II.
Waboti I est une localité située dans le département de Sampelga de la province du Séno dans la région Sahel au Burkina Faso.